# Вака, Леонардо
Леона́рдо Ва́ка Гутье́ррес (исп. Leonardo Vaca Gutiérrez; род. 24 ноября 1995, Санта-Крус-де-ла-Сьерра) — боливийский футболист, нападающий. Выступал в сборной Боливии.

## Клубная карьера
Гутьеррес начал профессиональную карьеру в клубе «Блуминг». 11 февраля 2014 года в матче против «Спорт Бойз Варнес» он дебютировал в чемпионате Боливии. 23 ноября 2015 года в поединке против «Циклона» Леандро забил свой первый гол за Блуминг. Летом 2016 года Вака был арендован клубом «Спорт Бойз Варнес». 13 августа в матче против «Реал Потоси» он дебютировал за новый клуб. 11 декабря в поединке против «Сан-Хосе Оруро» Леонардо сделал дубль, забив свои первые голы за «Спорт Бойз Варнес».
Летом 2019 года Вака перешёл в «Боливар». 14 августа в матче против «Гуабира» он дебютировал за новый клуб. 3 февраля в поединке против «Гаубира» Леандро забил свой первый гол за «Боливар».

## Международная карьера
В начале 2015 года Вака в составе молодёжной сборной Боливии принял участие в молодёжном чемпионате Южной Америки в Уругвае. На турнире он сыграл в матчах против Парагвая, Эквадора, Перу и Аргентины.
7 июня 2018 года в товарищеском матче против сборной Южной Кореи Вака дебютировал за сборную Боливии. 13 октября в поединке против сборной Мьянмы Леандро забил свой первый гол за национальную команду.
В 2019 году в составе сборной Вака принял участие в Кубке Америки в Бразилии. На турнире он сыграл в матчах против команд Бразилии, Перу и Венесуэлы.

### Голы за сборную Боливии
| #   | Дата            | Место                  | Противник | Счёт | Результат | Соревнование      |
| --- | --------------- | ---------------------- | --------- | ---- | --------- | ----------------- |
| 01. | 13 октября 2018 | Тувунна, Янгон, Мьянма | Мьянма    | 0:3  | 0:3       | Товарищеский матч |